# Campionati austriaci di sci alpino 2017
I Campionati austriaci di sci alpino 2017 si sono svolti a Göstling an der Ybbs e Saalbach-Hinterglemm dal 19 al 27 marzo. Il programma ha incluso gare di discesa libera, supergigante, slalom gigante, slalom speciale e combinata, tutte sia maschili sia femminili; tuttavia la discesa libera femminile è stata annullata.
Trattandosi di competizioni valide anche ai fini del punteggio FIS, vi hanno partecipato anche sciatori di altre federazioni, senza che questo consentisse loro di concorrere al titolo nazionale austriaco.

## Risultati

### Uomini

#### Discesa libera
| Pos. | Atleta             | Nazione  | Tempo   |
| ---- | ------------------ | -------- | ------- |
| 1    | Hannes Reichelt    | Austria  | 1:07,14 |
| 2    | Matthias Mayer     | Austria  | 1:07,29 |
| 3    | Romed Baumann      | Austria  | 1:07,58 |
| 4    | Frederic Berthold  | Austria  | 1:07,75 |
| 4    | Niklas Köck        | Austria  | 1:07,75 |
| 6    | Vincent Kriechmayr | Austria  | 1:07,91 |
| 6    | Ralph Weber        | Svizzera | 1:07,91 |
| 8    | Daniel Danklmaier  | Austria  | 1:07,94 |
| 9    | Gian Luca Barandun | Svizzera | 1:07,97 |
| 10   | Manuel Schmid      | Germania | 1:08,12 |

Data: 28 marzo

Località: Saalbach-Hinterglemm

Ore: 

Pista: Zwölfer

Partenza: 1 650 m s.l.m.

Arrivo: 1 060 m s.l.m.

Dislivello: 590 m

Tracciatore: Florian Winkler

#### Supergigante
| Pos. | Atleta               | Nazione  | Tempo   |
| ---- | -------------------- | -------- | ------- |
| 1    | Vincent Kriechmayr   | Austria  | 59,09   |
| 2    | Niklas Köck          | Austria  | 59,35   |
| 3    | Christopher Neumayer | Austria  | 59,37   |
| 4    | Max Franz            | Austria  | 59,39   |
| 5    | Daniel Danklmaier    | Austria  | 59,81   |
| 6    | Manuel Schmid        | Germania | 59,96   |
| 7    | Dominik Schwaiger    | Germania | 1:00,19 |
| 8    | Christoph Krenn      | Austria  | 1:00,26 |
| 9    | Raphael Haaser       | Austria  | 1:00,27 |
| 10   | Sven Hermann         | Svizzera | 1:00,33 |

Data: 29 marzo

Località: Saalbach-Hinterglemm

Ore: 

Pista: Zwölfer

Partenza: 1 542 m s.l.m.

Arrivo: 1 060 m s.l.m.

Dislivello: 482 m

Tracciatore: Willi Zechner

#### Slalom gigante
| Pos. | Atleta                 | Nazione     | Tempo   |
| ---- | ---------------------- | ----------- | ------- |
| 1    | Johannes Strolz        | Austria     | 2:10,03 |
| 2    | Magnus Walch           | Austria     | 2:10,48 |
| 3    | Daniel Meier           | Austria     | 2:10,90 |
| 4    | Christian Hirschbühl   | Austria     | 2:11,31 |
| 4    | Maximilian Lahnsteiner | Austria     | 2:11,31 |
| 6    | Stefan Rogentin        | Svizzera    | 2:11,82 |
| 7    | Sandro Jenal           | Svizzera    | 2:11,85 |
| 8    | Charlie Raposo         | Regno Unito | 2:11,91 |
| 9    | Patrick Feurstein      | Austria     | 2:11,95 |
| 10   | Steffan Winkelhorst    | Paesi Bassi | 2:11,99 |

Data: 23 marzo

Località: Göstling an der Ybbs

1ª manche:

Ore: 

Pista: 

Partenza: 1 750 m s.l.m.

Arrivo: 1 430 m s.l.m.

Dislivello: 320 m

Tracciatore: Janez Slivnik
2ª manche:

Ore: 

Pista: 

Partenza: 1 750 m s.l.m.

Arrivo: 1 430 m s.l.m.

Dislivello: 320 m

Tracciatore: Benjamin Prantner

#### Slalom speciale
| Pos. | Atleta                | Nazione       | Tempo   |
| ---- | --------------------- | ------------- | ------- |
| 1    | Johannes Strolz       | Austria       | 1:42,72 |
| 2    | Fabio Gstrein         | Austria       | 1:45,34 |
| 3    | Dries Van den Broecke | Belgio        | 1:45,68 |
| 4    | Pirmin Hacker         | Austria       | 1:46,05 |
| 5    | Marco Pfiffner        | Liechtenstein | 1:46,08 |
| 6    | Mathias Graf          | Austria       | 1:46,09 |
| 7    | Dominik Raschner      | Austria       | 1:46,28 |
| 8    | Martin Pitterle       | Austria       | 1:46,30 |
| 9    | Bernhard Binderitsch  | Austria       | 1:46,44 |
| 10   | Tobias Kogler         | Austria       | 1:47,26 |

Data: 22 marzo

Località: Göstling an der Ybbs

1ª manche:

Ore: 

Pista: 

Partenza: 1 688 m s.l.m.

Arrivo: 1 508 m s.l.m.

Dislivello: 180 m

Tracciatore: Martin Kroisleitner
2ª manche:

Ore: 

Pista: 

Partenza: 1 688 m s.l.m.

Arrivo: 1 508 m s.l.m.

Dislivello: 180 m

Tracciatore: Marko Pfeifer

#### Combinata
| Pos. | Atleta             | Nazione  | Tempo   |
| ---- | ------------------ | -------- | ------- |
| 1    | Vincent Kriechmayr | Austria  | 1:33,74 |
| 2    | Niklas Köck        | Austria  | 1:34,06 |
| 3    | Marco Schwarz      | Austria  | 1:34,64 |
| 4    | Raphael Haaser     | Austria  | 1:34,88 |
| 5    | Daniel Danklmaier  | Austria  | 1:34,95 |
| 6    | Manuel Traninger   | Austria  | 1:34,96 |
| 7    | Dominik Schwaiger  | Germania | 1:35,01 |
| 8    | Frederic Berthold  | Austria  | 1:35,59 |
| 9    | Marc Digruber      | Austria  | 1:35,79 |
| 10   | Julian Schütter    | Austria  | 1:35,84 |

Data: 29 marzo

Località: Saalbach-Hinterglemm

1ª manche:

Ore: 

Pista: Zwölfer

Partenza: 1 548 m s.l.m.

Arrivo: 1 060 m s.l.m.

Dislivello: 488 m

Tracciatore: Willi Zechner
2ª manche:

Ore: 

Pista: Zwölfer

Partenza: 

Arrivo: 

Dislivello: 

Tracciatore: Georg Harzl

### Donne

#### Discesa libera
La gara, originariamente in programma a Saalbach-Hinterglemm il 31 marzo, è stata annullata.

#### Supergigante
| Pos. | Atleta              | Nazione  | Tempo   |
| ---- | ------------------- | -------- | ------- |
| 1    | Rosina Schneeberger | Austria  | 1:00,24 |
| 2    | Ricarda Haaser      | Austria  | 1:00,75 |
| 3    | Nicole Schmidhofer  | Austria  | 1:01,01 |
| 4    | Tamara Tippler      | Austria  | 1:01,16 |
| 5    | Elisabeth Kappaurer | Austria  | 1:01,46 |
| 6    | Viktoria Rebensburg | Germania | 1:01,47 |
| 7    | Elisabeth Görgl     | Austria  | 1:01,55 |
| 8    | Sabrina Maier       | Austria  | 1:01,68 |
| 9    | Franziska Gritsch   | Austria  | 1:01,69 |
| 10   | Nina Ortlieb        | Austria  | 1:01,91 |

Data: 29 marzo

Località: Saalbach-Hinterglemm

Ore: 

Pista: Zwölfer

Partenza: 1 542 m s.l.m.

Arrivo: 1 060 m s.l.m.

Dislivello: 482 m

Tracciatore: Christoph Alster

#### Slalom gigante
| Pos. | Atleta               | Nazione | Tempo   |
| ---- | -------------------- | ------- | ------- |
| 1    | Elisabeth Kappaurer  | Austria | 2:13,25 |
| 2    | Ricarda Haaser       | Austria | 2:13,48 |
| 3    | Nadine Fest          | Austria | 2:14,15 |
| 4    | Franziska Gritsch    | Austria | 2:14,33 |
| 5    | Sabrina Maier        | Austria | 2:16,02 |
| 6    | Michaela Heider      | Austria | 2:16,09 |
| 7    | Marie-Therese Sporer | Austria | 2:16,33 |
| 8    | Nina Ortlieb         | Austria | 2:16,36 |
| 9    | Katharina Truppe     | Austria | 2:16,52 |
| 10   | Elisa Mörzinger      | Austria | 2:16,82 |

Data: 24 marzo

Località: Göstling an der Ybbs

1ª manche:

Ore: 

Pista: 

Partenza: 1 750 m s.l.m.

Arrivo: 1 430 m s.l.m.

Dislivello: 320 m

Tracciatore: Stefan Schwab
2ª manche:

Ore: 

Pista: 

Partenza: 1 750 m s.l.m.

Arrivo: 1 430 m s.l.m.

Dislivello: 320 m

Tracciatore: Thomas Trinker

#### Slalom speciale
| Pos. | Atleta               | Nazione | Tempo   |
| ---- | -------------------- | ------- | ------- |
| 1    | Julia Dygruber       | Austria | 1:46,90 |
| 2    | Katharina Truppe     | Austria | 1:47,59 |
| 3    | Marie-Therese Sporer | Austria | 1:47,65 |
| 4    | Ricarda Haaser       | Austria | 1:48,17 |
| 5    | Stephanie Brunner    | Austria | 1:48,39 |
| 6    | Franziska Gritsch    | Austria | 1:49,20 |
| 7    | Nadine Fest          | Austria | 1:49,78 |
| 8    | Bernadette Lorenz    | Austria | 1:50,19 |
| 9    | Nina Astner          | Austria | 1:51,90 |
| 10   | Lisa Grill           | Austria | 1:52,73 |

Data: 25 marzo

Località: Göstling an der Ybbs

1ª manche:

Ore: 

Pista: 

Partenza: 1 688 m s.l.m.

Arrivo: 1 508 m s.l.m.

Dislivello: 180 m

Tracciatore: Thomas Rimml
2ª manche:

Ore: 

Pista: 

Partenza: 1 688 m s.l.m.

Arrivo: 1 508 m s.l.m.

Dislivello: 180 m

Tracciatore: Hannes Zöchling

#### Combinata
| Pos. | Atleta              | Nazione  | Tempo   |
| ---- | ------------------- | -------- | ------- |
| 1    | Ricarda Haaser      | Austria  | 1:40,07 |
| 2    | Franziska Gritsch   | Austria  | 1:40,89 |
| 3    | Elisabeth Kappaurer | Austria  | 1:41,19 |
| 4    | Lena Dürr           | Germania | 1:41,63 |
| 5    | Sabrina Maier       | Austria  | 1:41,76 |
| 6    | Susanne Weinbuchner | Germania | 1:42,16 |
| 7    | Patrizia Dorsch     | Germania | 1:42,22 |
| 8    | Nina Ortlieb        | Austria  | 1:42,98 |
| 9    | Christina Ager      | Austria  | 1:43,01 |
| 10   | Elisa Mörzinger     | Austria  | 1:43,03 |

Data: 29 marzo

Località: Saalbach-Hinterglemm

1ª manche:

Ore: 

Pista: Zwölfer

Partenza: 1 542 m s.l.m.

Arrivo: 1 060 m s.l.m.

Dislivello: 482 m

Tracciatore: Willi Zechner
2ª manche:

Ore: 

Pista: Zwölfer

Partenza: 

Arrivo: 

Dislivello: 

Tracciatore: Corina Stocker